# Wayne Brabender
Wayne Donald Brabender Cole (* 6. Oktober 1945 in Montevideo, Minnesota) ist ein ehemaliger spanisch-US-amerikanischer Basketballspieler und -trainer. Der 1,93 Meter große Shooting Guard verbrachte den größten Teil seiner Karriere bei Real Madrid und galt von den späten 1960er bis in die frühen 1980er Jahre als einer der besten Spieler Europas. Berühmt war er besonders für seine Distanzwürfe.

## Laufbahn

### Spieler

#### Verein
Brabender begann seine Karriere in der University of Minnesota Morris, für deren Basketballteam, den Cougars, er zwei Saisons lang in der Northern Sun Intercollegiate Conference der NCAA Division II spielte. Über vierzig Jahre nach seinem Abschluss, hält er mit durchschnittlich 23,6 Punkten in seiner Karriere, 24,3 Punkten in einer Saison, 303 Rebounds insgesamt und 23 Rebounds in einem Spiel noch immer zahlreiche Universitätsrekorde. Im Sommer 1967 wurde der 21-Jährige vom damaligen Trainer Real Madrids Pedro Ferrándiz entdeckt und sofort verpflichtet. Bei den Spaniern stieg er zu einem der bedeutendsten Spieler im europäischen Basketball auf. Er gewann vier Mal den Europapokal der Landesmeister sowie 13 Spanische Meistertitel und sieben nationale Pokale. 1983 verließ er Real Madrid und ließ seine Karriere beim Lokalrivalen Caja Madrid Baloncesto, wo er zwei Saisons verbrachte, ausklingen. Aufgrund seiner erfolgreichen Laufbahn wird er von der Euroleague als eine der 50 bedeutendsten Persönlichkeiten des europäischen Basketballs geführt.

#### Nationalmannschaft
Brabender, der mit einer Spanierin verheiratet ist, nahm im Jahr 1968 die spanische Staatsbürgerschaft an. Mit der Nationalmannschaft der Iberer bestritt er 190 Spiele und holte bei der Europameisterschaft 1973, die er als MVP des Turniers beendete, die Silbermedaille.

### Trainer
Brabender übernahm in der Saison 1990/91 erstmals das Amt des Cheftrainers bei Real Madrid. Ein weiteres Jahr verbrachte er auf Teneriffa beim CB Canarias. Zwischen 1994 und 1997 betreute er Forum Valladolid. Seine letzte Station als Coach war beim kleinen Madrider Vorortklub CB Illescas, wo er bis heute als Sportdirektor fungiert.

## Erfolge
Club
- 13 Spanische Meistertitel (1968–1977, 1978/79, 1979/80, 1981/82)
- 7 Spanische Pokalsiege (1970, 1971, 1972, 1973, 1974, 1975, 1977)
- 4 Europapokale der Landesmeister (1968, 1974, 1978, 1980)
- 4 Intercontinental Cups (1976, 1977, 1978, 1981)

Nationalmannschaft
- Basketball-Europameisterschaft (1973): Silbermedaille (mit Spanien)
- MVP der Europameisterschaft 1973